# Фергусон (река)
Фергусон (англ. Ferguson River ) — река на востоке территории Нунавут (Канада).

## География
Река Фергусон берёт начало в одноимённом озере в северо-западной части Канадского щита в округе Киваллик территории Нунавут. Течёт в восточном направлении через несколько озёр:
- Каминьюриак (Kaminuriak, Qamanirjuaq Lake), 62°56′N 095°43′W
- Виктори (Victory Lake), 62°36′41″N 95°32′1″W
- О’Нейл (O’Neil Lake), 62°28′25″N 95°18′35″W
- Каминак (Kaminak Lake), 62°9′33″N 95°08′23″W
- Квартзайт (Quartzite Lake), 62°21′58″N 94°29′54″W
- Снаг (Snug Lake), 62°21′28″N 94°19′24″W
- Манро (Munro Lake), 62°23′16″N 94°10′38″W
- Хелика (Helika Lake), 62°24′3″N 94°2′21″W
- Ласт (Last Lake), 62°15′27″N 93°44′46″W

Перед своим устьем река сужается и течёт в ущелье «Каньон», впадая в бухту Невилл Гудзонова залива напротив острова Бибби.

## Фауна
Река Фергюсон пересекает миграционный путь оленей карибу, общее число которых весьма значительно. Помимо карибу в бассейне реки обитают овцебыки, волки и песцы. В водах реки водится арктический голец.

## История
Река была впервые исследована в 1894 году арктической экспедицией Джозефа Берра Тиррелла из геологической службы Канады. В состав экспедиции также входил Роберт Монро Фергюсон — шотландский спортсмен и адъютант генерал-губернатора Канады лорда Абердина. В честь Фергюсона была названа река и озеро, её исток. Первоначальную информацию о реке и озёрах Тиррелл получил от местных инуитов.